# Phlomis majkopensis
Phlomis majkopensis là một loài thực vật có hoa trong họ Hoa môi. Loài này được (Novopokr.) Grossh. miêu tả khoa học đầu tiên năm 1949.